# This Romantic Tragedy
This Romantic Tragedy est un groupe de musique de post-hardcore américain, originaire de Las Vegas, dans le Nevada. Il publie son premier album studio, Reborn, en 2011. Il est lui-même suivi d'un EP intitulé, The Illusion of Choice, en 2013.

## Biographie

### Débuts (2004–2007)
This Romantic Tragedy est, à l'origine, formé en 2004 par les guitaristes David Diaz et Kyle Huender. Le groupe, cependant, ne démarre officiellement qu'en 2007 avec le bassiste Carlin Leavitt, le batteur Mark Neuhardt et le chanteur Jay Cammilleri. 
Durant mi-2007, le groupe publie un EP cinq titres intitulé Atherlie. Peu après, Gabe Centeno rejoint le groupe au clavier et au synthétiseur. Rapidement, le groupe se forme une réputation dans la scène locale et fonde son propre fanclub. Ils jouent parmi des groupes populaires tels que Pennywise, Chiodos, Escape the Fate et autres.

### Trust in Fear(2008–2009)
Un an plus tard, en 2008, le groupe publie son propre EP intitulé Like Drama, Like Karma. Il se popularise encore plus dans la scène local est fait parler de lui dans les États voisins comme l'Arizona, l'Utah, et la Californie. Il gagne également une place dans le Taste of Chaos Tour de 2009 à Las Vegas, dans le Nevada, pour jouer avec Thursday (groupe), Bring Me The Horizon et Pierce the Veil.
En janvier 2009, This Romantic Tragedy entre en studio avec Cory Spotts (Blessthefall, Greeley Estates, Job for a Cowboy) au Bluelight Audio localisé à Phoenix (Arizona) pour produire un autre EP intitulé Trust in Fear. Le groupe diffuse deux nouvelles compositions sur Myspace, site sur lequel il gagne en popularité nationale ainsi qu'une entrée pour l'Extreme Thing de 2009 en mars avec Bad Religion, Silverstein et plus dans lequel il commercialise son EP Trust in Fear, et choisit également Stewart Teggart comme manager. En juin 2009, This Romantic Tragedy signe avec Tragic Hero Records, un label de musique situé à Raleigh, en Caroline du Nord, et part en tournée avec le groupe Of Machines. Il filme également son premier clip vidéo pour sa composition intitulée The Worst Part is Waking Up, filmé par le jeune réalisateur Daniel Chesnut, qui est diffusé le 26 juin 2009. Peu après, Carlin Leavitt et Gabe Centeno quittent le groupe. Le 22 septembre 2009, le groupe publie à nouveau son EP Trust in Fear en téléchargement sur le label Tragic Hero Records. Le vidéoclip est ajouté.
Le groupe est contraint d'annuler son apparition au Thriller Tour lorsque le chanteur Jay Cammilleri est renvoyé. Aucune explication officielle n'est donnée, mais d'après un message de Kyle Huender, « les choses tournaient vraiment mal avec lui (Cammilleri) et on n'avait pas d'autre choix que de laisser partir notre chanteur pour notre sécurité et celle du groupe ». Le groupe retourne chez lui à Las Vegas, Nevada dans lequel les membres tentent de trouver un nouveau chanteur à temps plein. En octobre 2009, ils mettent une annonce pour recruter un guitariste et un bassiste.

### Reborn(2010–2013)
D'après des messages postés sur Twitter en janvier 2010, le groupe aurait apparemment trouvé trois nouveaux membres et en février 2010, il serait revenu au studio à Fresno, en Californie, avec Joel Piper du groupe Confide pour enregistrer trois nouveaux extraits avec les nouveaux membres. En mars 2010, le groupe joue à guichet fermé à Las Vegas avec les nouveaux membres. Des photos et les noms des nouveaux membres sont annoncés sur leur compte Myspace. Ces membres impliquent les deux chanteurs ; Sean Neumann, voix principale, et Chad Dague, au screaming, ainsi que le nouveau bassiste Evan Ellis. Après quelques concerts, le groupe joue de nouveau. En juin 2010, le groupe signe avec Outerloop Management et est représenté par Matthew Stewart (We Came as Romans, The Word Alive) et Yogi Allgood (Ivoryline, Darkest Hour) et entre en tournée d'une courte durée avec I am Ghost et le label parent We are Defiance. Le groupe termine la composition de son tout premier album à Weehawken, New Jersey, au Machine Shop avec Will Putney (Four Year Strong, Suicide Silence, For Today).
En février 2011, le groupe annonce le titre de son premier album à paraître, Reborn. En mars 2011, le groupe joue avec Memphis May Fire, et participe au All Stars Tour à travers l'Amérique du Nord aux côtés notamment de groupes tels que Emmure, Alesana, Blessthefall, Motionless in White, Chelsea Grin et Memphis May Fire. Le groupe publie finalement son premier album studio, intitulé Reborn, le 9 mai 2011 au label Tragic Hero Records. Reborn atteint la 26e place des classements américains Billboard.
En 2013, ils publient l'EP The Illusion of Choice. Cette même année, le groupe ne donne plus signe de vie. En mars 2013, Kyle cofonde une marque de vêtement appelée ReInvent Apparel.

## Membres

### Derniers membres
- Mark Neuhardt - batterie (2006–2013)
- Evan Ellis - Basse (2009–2013)
- Sean Neumann - chant (2010–2013)
- Chad Dague - screaming (2010–2013)
- Kyle Huender - guitare (2004–2013)
- David Diaz - guitare, voix (2004–2013)

### Anciens membres
- Jay Cammilleri - voix (2006–2010)
- Victor Ngo - basse, voix (2007–2008)
- Gabe Centeno - clavier, synthétiseur, voix (2007–2009)
- Carlin Leavitt - basse (2006–2009)
- Brian Sims (2009)
- Stephen Perkins (2010)

Timeline

## Discographie

### Albums studio
- 2011 : Reborn
- 2013 : The Illusion of Choice

### EP
- 2007 : Atherlie
- 2008 : Like Drama, Like Karma
- 2009 : Trust in Fear

## Vidéoclips
- 2009 : The Worst Part is Waking Up
- 2010 : Such Simple Words
- 2010 : Reborn